# Tan Zongliang
Tan Zongliang (谭宗亮S, Tán ZōngliàngP; 29 novembre 1971) è un tiratore a segno cinese.

## Palmarès

### Olimpiadi
- 1 medaglia:
  - 1 argento (Pechino 2008 nella pistola 50 metri)